# Aldeanueva de la Serrezuela
Aldeanueva de la Serrezuela ist eine Gemeinde (municipio) in der spanischen Provinz Segovia. Sie liegt im Süden der Autonomen Region Kastilien und León, an der Nordwestabdachung der Sierra de Guadarrama. Sie hat 42 Einwohner (Stand: 2024). 

## Geographie
Aldeanueva de la Serrezuela liegt etwa 58 Kilometer nordnordöstlich vom Stadtzentrum von Segovia in einer Höhe von ca. 1130 m.
Aldeanueva de la Serrezuela befindet sich innerhalb der Zone des kontinentalen mediterranen Klimas.

## Bevölkerungsentwicklung
| Jahr      | 1970 | 1981 | 1991 | 2001 | 2011 | 2021 |
| Einwohner | 173  | 60   | 55   | 41   | 51   | 43   |

## Sehenswürdigkeiten

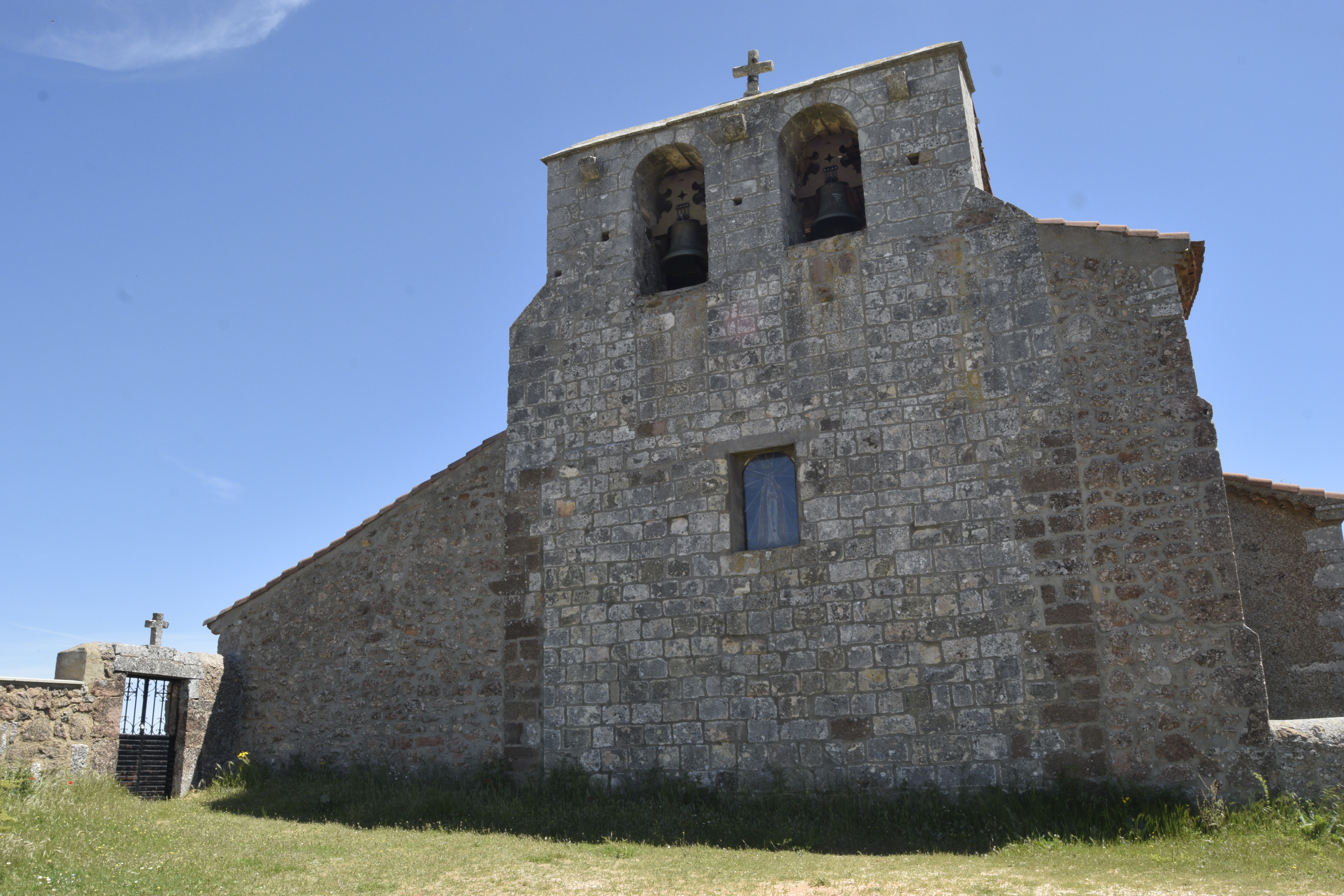
Kirche Mariä Erscheinung
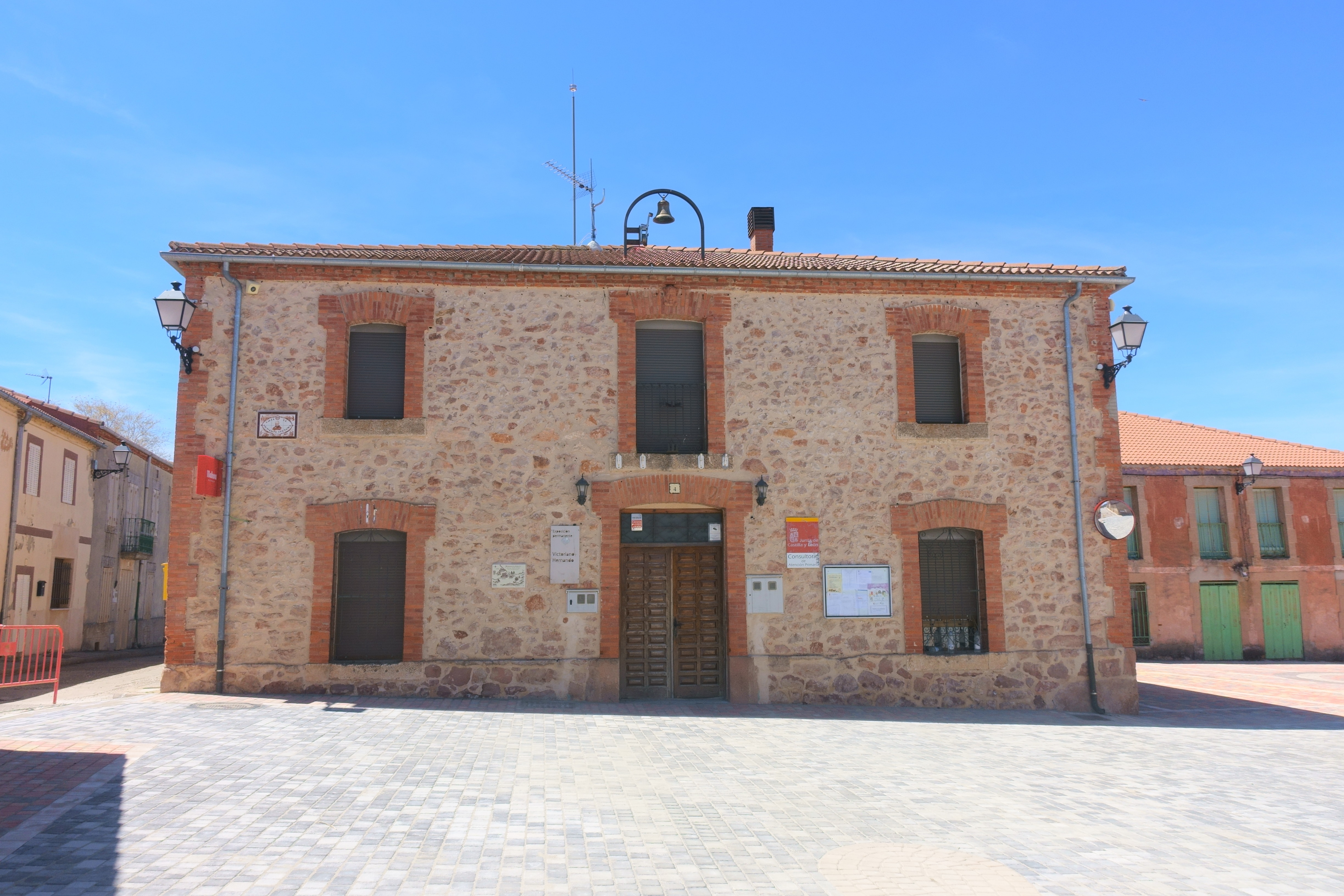
Rathaus

- Kirche Mariä Erscheinung
- Rathaus